# Надія Желтакова
Надія Желтакова (нар. 1 липня 1976) — туркменська дзюдоїстка і борчиня вільного стилю, срібна та дворазова бронзова призерка чемпіонатів Азії і бронзова призерка Азійських ігор із дзюдо, чемпіонка та бронзова призерка чемпіонатів Азії з вільної боротьби.

## Життєпис
Боротьбою почала займатися з 1997 року.
Виступала за борцівський клуб УОРТ Ашхабад. Тренер — Сурен Мкртчян.

## Спортивні результати на міжнародних змаганнях

### Виступи на Чемпіонатах Азії
| Змагання                       | Збірна       | Вагова категорія                 | Місце  |
| ------------------------------ | ------------ | -------------------------------- | ------ |
| Чемпіонат Азії із дзюдо 1995   | Туркменістан | жінки, абсоютна вагова категорія | Срібло |
| Чемпіонат Азії із дзюдо 1997   | Туркменістан | жінки, абсоютна вагова категорія | Бронза |
| Чемпіонат Азії з боротьби 1997 | Туркменістан | жіноча боротьба, до 68 кг        | Золото |
| Чемпіонат Азії з боротьби 1999 | Туркменістан | жіноча боротьба, до 68 кг        | Бронза |
| Чемпіонат Азії із дзюдо 1999   | Туркменістан | жінки, до 70 кг                  | Бронза |

### Виступи на Азійських іграх
| Змагання                 | Збірна       | Вагова категорія | Місце  |
| ------------------------ | ------------ | ---------------- | ------ |
| Літні Азійські ігри 1994 | Туркменістан | дзюдо, до 66 кг  | Бронза |